# Congiunzione Giove-Saturno

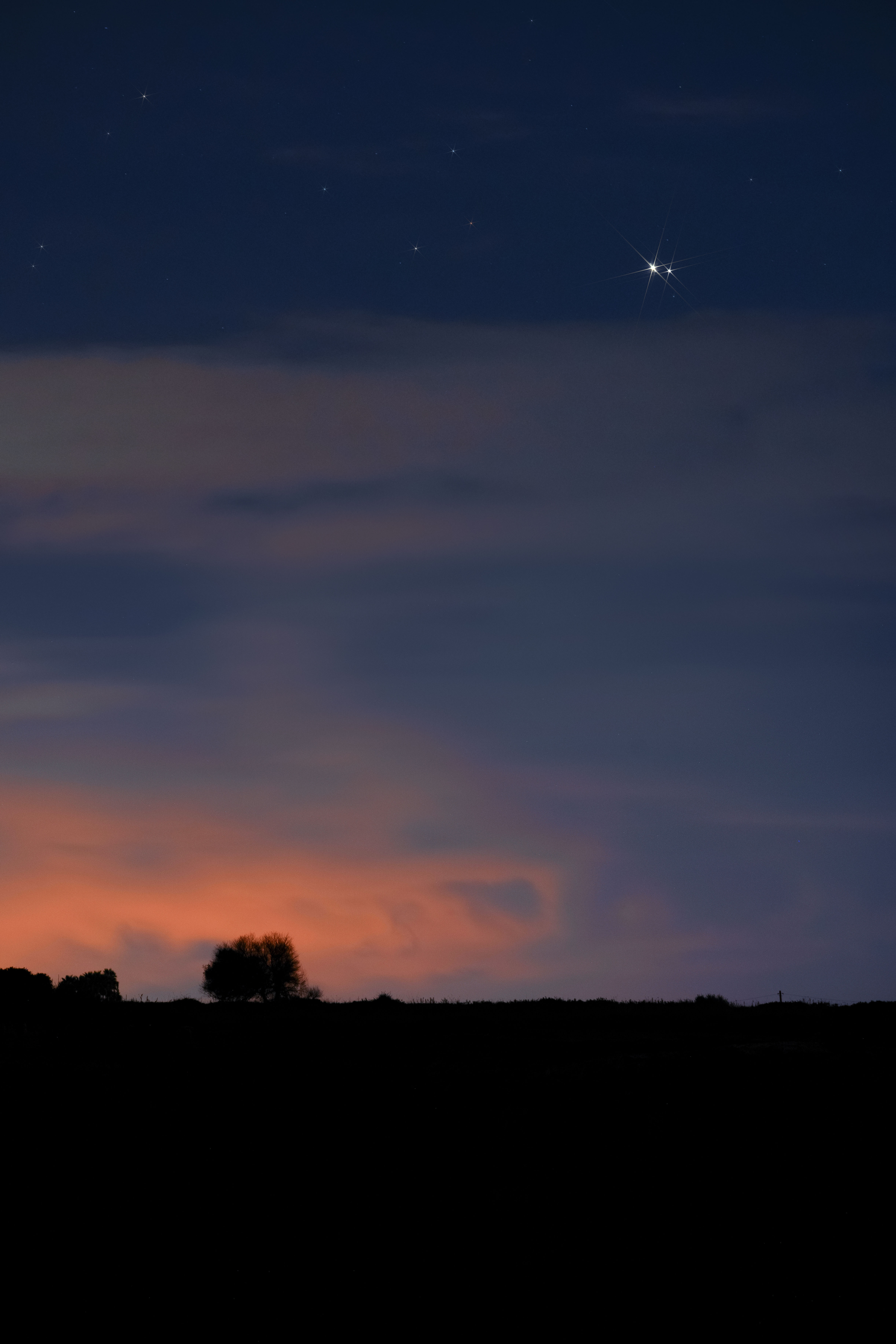
Grande Congiunzione Giove Saturno

La congiunzione Giove-Saturno è un evento astronomico molto appariscente che si verifica con frequenza e regolarità e che perciò sin dall'antichità ha influenzato la scansione del tempo, la mitologia e l'astrologia. Quando i due pianeti sono allineati col Sole si dice che la congiunzione è eliocentrica; quando invece sono allineati con la Terra la congiunzione è geocentrica. Poco prima o poco dopo ogni congiunzione eliocentrica si verifica almeno una congiunzione geocentrica. Con periodicità irregolare la congiunzione eliocentrica può dar luogo a fenomeni più spettacolari, in quanto il moto della Terra può determinare il susseguirsi di due o tre congiunzioni geocentriche nel corso di pochi mesi.

## Frequenza e periodicità delle congiunzioni

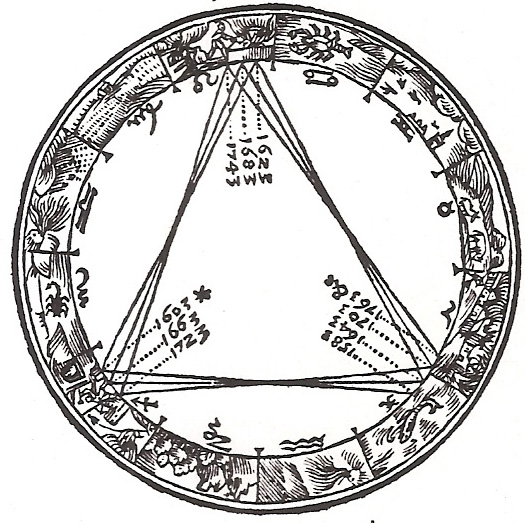
La rotazione del trigono nel libro di Keplero De Stella Nova (1606)

### Il trigono
Le congiunzioni eliocentriche Giove-Saturno accadono circa ogni venti anni (19,859= 19 anni e 314 giorni). In questo intervallo di tempo Saturno percorre circa due terzi della propria orbita, mentre Giove percorre quasi due volte la propria. Ogni tre congiunzioni (circa 59,6 anni, poco dopo che Saturno ha completato due rivoluzioni e Giove cinque) la nuova congiunzione si verifica quasi nello stesso punto della fascia zodiacale, mentre le due congiunzioni intermedie si verificano a intervalli di quasi 120° nel cerchio dello zodiaco, individuando perciò nel piano dell'eclittica uno schema triangolare quasi equilatero, detto "trigono".
Dato che ogni trigono connette tre segni zodiacali, in astrologia vengono chiamati trigoni le quattro possibili terne di segni zodiacali posti a 120° fra loro. Il concetto di "trigono", noto nel mondo ellenistico, ad esempio nell'Almagesto di Claudio Tolomeo, nacque probabilmente in Mesopotamia. Un diagramma dei quattro trigoni compare in una tavoletta di età seleucide trovata ad Uruk.

### La rotazione del trigono
Dato che la quarta congiunzione eliocentrica ha luogo circa 8° in meno rispetto al cerchio completo, il trigono successivo viene a essere ruotato in senso retrogrado. Dopo tre o quattro cicli, cioè al massimo una dozzina di congiunzioni, si accumula una rotazione di oltre 30° che porta il trigono in una terna di segni zodiacali diversi da quelli originari. Questo evento è considerato di grande importanza dagli astrologi.
Ogni 794 anni circa (per la precisione 40 congiunzioni) un altro vertice del trigono si trova ad avere approssimativamente la stessa ascensione retta o la stessa longitudine celeste, che aveva il primo evento. Con tre cicli di questo tipo, cioè in 2383 anni, si dovrebbe completare un ciclo intero dello zodiaco. Il ragionamento, tuttavia, non tiene conto della precessione degli equinozi, cioè dello spostamento del punto vernale, a partire dal quale si computano l'ascensione retta o la longitudine. In pratica rispetto alle stelle fisse la configurazione più prossima a quella iniziale si ottiene solo dopo 43 o 46 congiunzioni celesti, cioè rispettivamente 854 o 913 anni. Ogni 794 anni, infatti, ci sono 13,33 cicli sessantennali e il trigono ruota di circa 8 × 13,33 = 106°; simultaneamente però il punto gamma ruota di 11° nel verso opposto completando la distanza angolare di circa 117° fra due successivi vertici del trigono. Con uno (o due) cicli sessantennali aggiuntivi si ottiene per difetto (o per eccesso) la rotazione di 11° mancante per completare la rotazione di 117° anche rispetto alle stelle fisse.
Ad esempio la congiunzione dell'anno 2000 si è verificata sul confine fra le costellazioni dell'Ariete e del Toro, circa a metà strada fra la congiunzione in Ariete del 1087 (913 anni prima) e quella del 1146 in Toro (854 anni prima). La sua longitudine, invece, era quasi identica a quella della congiunzione del 1206 (794 anni prima). La congiunzione eliocentrica successiva si è verificata lunedì 2 novembre 2020. Già alla metà di luglio i due pianeti sono stati a pochi gradi di distanza nella costellazione del Sagittario e sono stati particolarmente visibili perché in opposizione e, perciò, alla distanza minima dalla Terra e col massimo numero di ore di osservabilità. Nei mesi successivi la distanza si è ridotta progressivamente fintantoché si otterrà la congiunzione geocentrica proprio lunedì 21 dicembre 2020. L'evento è visibile verso Ovest nella costellazione del Capricorno poco dopo il tramonto del Sole (fra le 17 e le 19); dopodiché i due pianeti tramonteranno anch'essi.

### Le congiunzioni "grandissime"

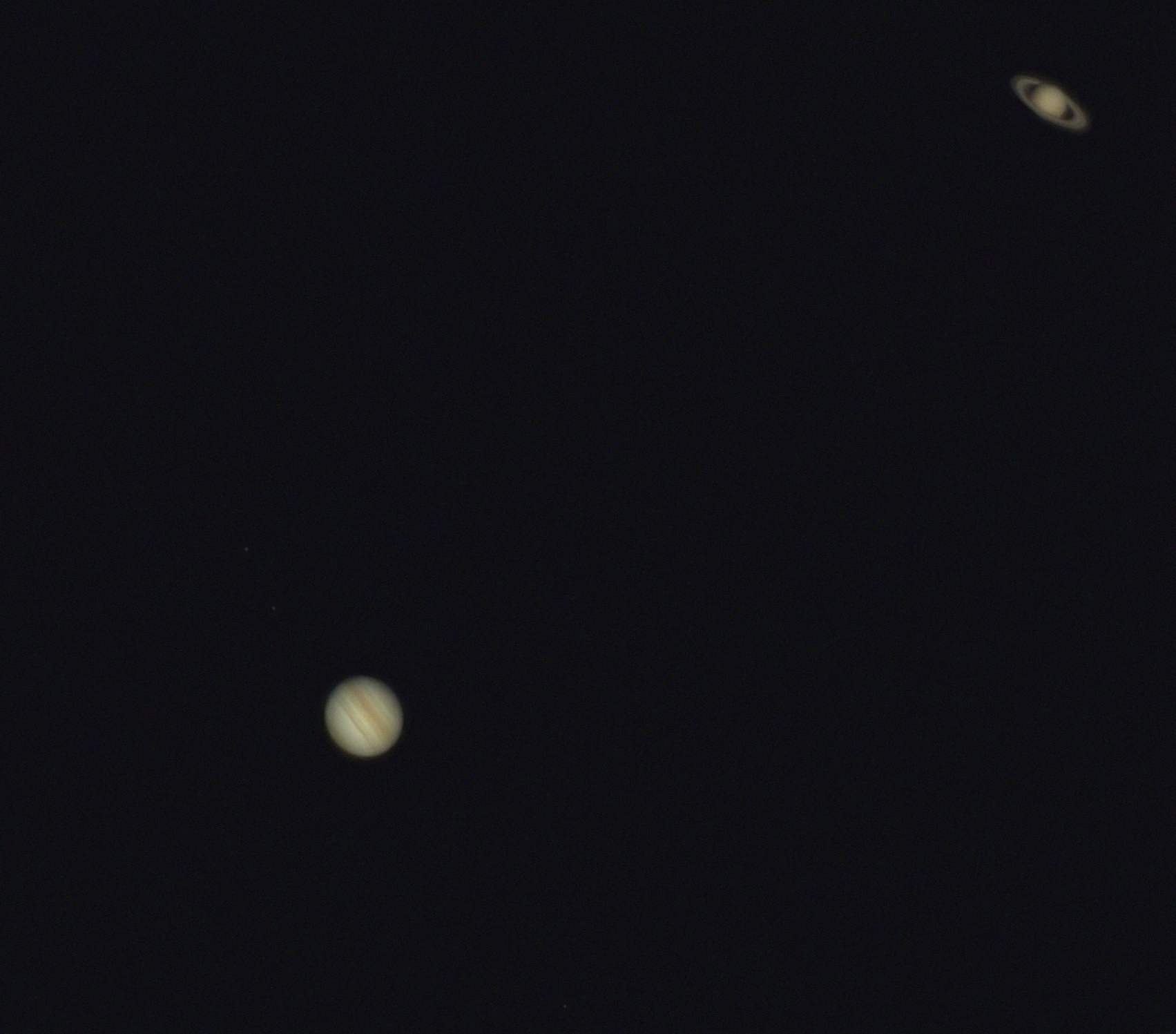
Grande congiunzione del 2020.

Le congiunzioni che ogni 794 anni si verificano nei pressi dell'inizio dello zodiaco, il cosiddetto punto vernale o "punto gamma", sono chiamate conjunctio maxima, cioè congiunzione "grandissima".
Secondo Keplero esse scandiscono la storia dell'umanità. La prima si sarebbe verificata in occasione della creazione del mondo nella costellazione del Toro (4038 a.C.), la seconda al tempo di Enoch, la terza al tempo di Noè, la quarta per Mosè, la quinta per Davide, la sesta per Gesù, la settima per Carlomagno e l'ottava nel 1583 per Rodolfo II d'Asburgo, al cui servizio Keplero stesso operava come astrologo e astronomo di corte.

### Le congiunzioni geocentriche
Le congiunzioni geocentriche seguono solo approssimativamente la periodicità di quelle eliocentriche. Se, poi, al momento della congiunzione eliocentrica, la Terra è anch'essa in congiunzione o almeno la sua distanza angolare è inferiore a 30°, si verifica una congiunzione multipla, in cui le congiunzioni geocentriche addizionali possono anticipare o posticipare la congiunzione eliocentrica di diversi mesi. L'intervallo, quindi, fra due congiunzioni geocentriche successive può essere inferiore a 19 anni o superiore a 20.
Le incertezze degli antichi astronomi nel prevedere esattamente la durata dei grandi cicli associati alla rotazione del trigono sono verosimilmente dovute a questa variabilità dell'intervallo fra due congiunzioni geocentriche, le uniche effettivamente osservabili.

## Le congiunzioni multiple
Le congiunzioni multiple (doppie o triple) sono un fenomeno particolarmente spettacolare causato dal rapido moto della Terra, che modifica il punto d'osservazione prima che i due pianeti possano allontanarsi significativamente. Giove e Saturno, infatti, sembrano allontanarsi e poi nuovamente riavvicinarsi per una o due volte nell'arco di 7-9 mesi. Le congiunzioni multiple si verificano solo se i due pianeti si trovano, almeno approssimativamente, in opposizione al Sole. Occorre, infatti, che quando i due pianeti sono allineati col Sole ("allineamento eliocentrico"), l'asse Terra-Sole formi un angolo inferiore a 30° con la linea Saturno-Giove-Sole. In questo caso, infatti, la distanza dalla Terra è minore e il cambiamento del punto di vista causato dal moto terrestre risulta esaltato.
Le congiunzioni multiple si verificano con periodicità irregolare (con un intervallo minimo di 40 anni e uno massimo di 377). Le congiunzioni multiple verificatesi o previste nel corso dei 4000 anni fra il 1500 a.C. e l'anno 2500 sono 22. Quelle prima di Cristo si sono realizzate negli anni: 1496/95, 1376, 1119/18, 980, 861/60, 821/20, 563/62, 523/22, 146/45, 7. Le date di quelle dopo Cristo sono: 332/33, 411/12, 452, 709/10, 967/68, 1305/06, 1425, 1682/83, 1940/41, 1980/81, 2238/39, 2279. Come si vede il numero di congiunzioni semplici fra due congiunzioni multiple varia da 1 a 18.
Una situazione ancora più rara è quella in cui la congiunzione tripla si verifica proprio nella costellazione in cui il Sole si trova durante l'equinozio di primavera. Questa situazione è quella del 7 a.C., verificatasi nella costellazione dei Pesci, la cui era era iniziata da poco. Nel corso dei precedenti 5000 anni questa situazione si verificò secondo Mario Codebò solo nel 4038 a.C., quando la congiunzione ebbe luogo nella costellazione del Toro.

### Congiunzioni triple
Se al momento dell'allineamento eliocentrico Giove e Saturno sono anche in opposizione, la triplice congiunzione è perfettamente simmetrica, cioè l'intervallo temporale fra la prima e la seconda congiunzione è praticamente identico a quello fra la seconda e la terza. Se invece la Terra è in ritardo o in anticipo rispetto all'allineamento eliocentrico dei due pianeti, i due intervalli hanno durata diversa e al limite uno dei due si riduce a zero (congiunzione doppia). Anche quando l'intervallo fra due delle tre congiunzioni è breve, benché non nullo, i due pianeti non hanno un allontanamento apparente pronunciato: l'osservatore privo di strumenti di misura rileva perciò solo due congiunzioni di cui una molto più lunga dell'altra.

### Le congiunzioni triple nella storia
Keplero notò che una congiunzione tripla si era verificata nel 7 a.C. e ipotizzò per primo che il fenomeno potesse aver dato luogo al racconto della Stella di Betlemme. In questo caso, la prima congiunzione si verificò il 29 maggio circa e l'allineamento eliocentrico fu raggiunto il primo settembre. La Terra era in ritardo e le due successive congiunzioni ebbero luogo il primo ottobre (mentre il Sole era approssimativamente in opposizione, cioè nel segno della Vergine) e il 5 dicembre. Dal 27 aprile al 14 gennaio dell'anno successivo i due pianeti furono sempre a distanza angolare inferiore a tre gradi, mentre fra la seconda e la terza congiunzione non si allontanarono di più di un grado.
Giuseppe De Cesaris ha calcolato molte altre date in cui il fenomeno si è verificato e lo ha associato ad altri eventi storici. Ad esempio la congiunzione tripla del 980 a.C. potrebbe aver disegnato nel cielo lo schema iconografico a sei punte successivamente chiamato stella di Davide.

## Le "grandi congiunzioni" di Giove e Saturno con Marte
Alcune congiunzioni, considerate dagli astrologi di particolare importanza, venivano chiamate "grandi congiunzioni", termine, però, che viene utilizzato con significati molto diversi.
Secondo Keplero una conjunctio magna era quella in cui il pianeta Marte si aggiunge agli altri due prima che essi si allontanino significativamente. Per esempio il 18 dicembre 1603 si verificò una congiunzione di Giove e Saturno nel Sagittario: Marte si era trovato in congiunzione con Saturno il 26 settembre e fu in congiunzione con Giove il 19 dicembre. Pur non essendo esattamente in congiunzione nello stesso momento, i tre pianeti furono ad una distanza angolare ridottissima per un periodo piuttosto lungo.
La congiunzione di Giove e Saturno con Marte (o più correttamente il verificarsi a breve distanza di tempo di tre congiunzioni, ognuna tra una coppia diversa di pianeti) è relativamente frequente, almeno in modo approssimativo, dato che la velocità angolare di Marte è molto maggiore di quella degli altri due pianeti. Si osservi che alcuni astronomi utilizzano il nome "triplice congiunzione" proprio per indicare questo tipo di congiunzione, in cui sono presenti tutti e tre pianeti, benché il termine "triplice" si usi più spesso per le congiunzioni dei due pianeti ripetute tre volte a distanza di pochi mesi.
Una conjunctio magna si era verificata anche in occasione della congiunzione del 7 a.C., presunta data di nascita di Gesù. Le due congiunzioni, quella del 1583, osservata da Keplero, e quella del 7 a.C. hanno in comune di essere entrambe sia "grandi" sia "grandissime", benché la prima sia singola e la seconda multipla.
Anche il 18 marzo 2020 Giove, Saturno e Marte sono stati in congiunzione.

## Le congiunzioni nella mitologia
Le congiunzioni Giove-Saturno si inseriscono nel tema mitologico dei combattimenti fra Giove (Zeus, Marduk, ecc.) e Saturno (Kronos, Enki, ecc.) presenti in tutte le mitologie ma delle quali esistono sia nel mondo greco-romano che in quello mesopotamico versioni meno truculente. Saturno/Enki avrebbe abdicato e il dio-figlio opera come demiurgo utilizzando misure (temporali e non solo) che gli vengono continuamente fornite dal dio-padre.

## Le congiunzioni nell'ermetismo
Ogni trigono definisce una "triplicità" di segni zodiacali. Dato che vi sono quattro triplicità, esse vennero messe in corrispondenza con i quattro elementi:
- Fuoco: Ariete, Leone, Sagittario
- Terra: Toro, Vergine, Capricorno
- Aria: Gemelli, Bilancia, Acquario
- Acqua: Cancro, Scorpione, Pesci

L'assegnazione di un significato ad ogni triplicità ha una storia molto antica. A Babilonia, dove i mesi corrispondevano ai segni zodiacali, ad ogni triplicità era assegnata una delle quattro parti del mondo di loro interesse:
- Akkad: mesi I, V, IX
- Elam: mesi II, VI, X
- Amurru: mesi III, VII, XI
- Subartu: mesi IV, VIII, XII

In altri testi, tuttavia, la corrispondenza segue non i trigoni ma i trimestri del calendario.

## Le grandi congiunzioni in astrologia
L'ingresso della congiunzione Giove-Saturno in una nuova triplicità di segni zodiacali venne ritenuta molto importante dagli astrologi. Nella sua opera De Magnibus Conjunctionibus l'astrologo arabo Abu Ma'shar al-Balkhi (805?-886) diffuse l'opinione che le grandi congiunzioni Giove-Saturno fossero foriere di grandi sconvolgimenti religiosi, politici e naturali, fra cui l'arrivo di un "piccolo profeta". Questa convinzione era in accordo con le teorie di altri astrologi arabi fra cui Masha'allah ibn Athari e Al Kindi.
Le teorie astrologiche di Abu Ma'shar raggiunsero presto l'Europa, suscitando anche opposizioni, forse proprio perché ampiamente accettate. La teoria dell'arrivo di un "piccolo profeta" spinse Luca Gaurico e altri astrologi del rinascimento a identificarlo con Martin Lutero, nato più o meno al tempo di una grande congiunzione nel segno dello Scorpione. Melantone e Martin Lutero stesso diedero credito a questa identificazione.

Le opinioni degli astrologi arabi, che a loro volta le avevano mutuate da quelli sassanidi, sono riassunte nel trattato Muqaddimah ("Prolegomeni di storia universale") dello storico e filosofo arabo Ibn Khaldun, (1332-1406) che per primo introdusse una concezione della storia fondata su grandi cicli sociopolitici e non sull'enfasi delle gesta dei condottieri.
Egli distinse le piccole congiunzioni (tutte quelle che avvengono ogni venti anni), dalle medie, quelle in cui il trigono cambia triplicità, e dalle grandi congiunzioni, che si verificano quando è completato il ciclo delle quattro triplicità. Mentre in occasione di una piccola congiunzione ci si può attendere una ribellione o la distruzione di una città, in occasione di una media congiunzione, cioè secondo lui ogni 12x20=240 anni, ci si poteva aspettare un pretendente al trono. Le grandi congiunzioni, poi, erano foriere di cambi di dinastia o del crollo di imperi. Egli stimava erroneamente che esse si verificassero ogni 240x4=960 anni.
Come esempio di grande congiunzione Ibn Khaldun cita quella che precedette il crollo dell'impero persiano e il sopravvento del califfato arabo: si verificò allora la prima congiunzione nel segno dello Scorpione, un cambio di triplicità e secondo lui anche l'inizio di un nuovo ciclo (la distinzione fra media e grande congiunzione dipende da quale è stata la prima triplicità, cioè dalla data della creazione). Dopo 854 anni il ciclo ricominciò con la nuova congiunzione in Scorpione del 1484 ed era stata preceduta pochi decenni prima dal crollo dell'impero bizantino. Ciò spiega i numerosi studi astrologici e la grande preoccupazione con cui in Europa furono attesi grandi sconvolgimenti anche nei decenni successivi.

## Congiunzioni Giove-Saturno e storia della cultura
La scoperta del ciclo sessagesimale, secondo cui ogni congiunzione si ripresenta nella stessa regione celeste dopo un ciclo di 60 anni, potrebbe aver determinato l'importanza dell suddivisione sessagesimale in diversi settori e disparate civiltà. In Cina (ma anche Giappone, Corea e Vietnam) gli anni si calcolano secondo un ciclo sessagesimale. La suddivisione degli angoli in sessantesimi di grado e quella del tempo in sessantesimi di ora, invece, ha origine in Mesopotamia, la patria dell'osservazione astronomica.